# Sotsångare
Sotsångare (Phylloscopus fuligiventer) är en fågel i familjen lövsångare inom ordningen tättingar, nära släkt med brunsångaren. Den förekommer i höglänta buskmarker i Asien. Beståndet anses vara livskraftigt.

## Utseende och läte
Sotsångaren är en liten till medelstor (10-11 cm) oansenlig brun lövsångare med ett rätt otydligt ögonbrynsstreck. Hos nominatformen är ögonbrynsstrecket gulaktigt med gulaktig mitt på strupe och buk, medan dessa hos underarten tibetanus (se nedan) är gråvita. Sången är en upprepat enkel ton: tsli-tsli-tsli....

## Utbredning och systematik
Sotsångare förekommer i bergstrakter i Asien. Den delas in i tre underarter med följande utbredning:
- Phylloscopus fuligiventer weigoldi – häckar i bergen från södra Tibet till östra Himalaya och sydvästra Kina. Den övervintrar i nordöstra Indien.
- Phylloscopus fuligiventer fuligiventer – förekommer i Himalaya, från Nepal till Sikkim, Bhutan, sydvästra Tibet och nordöstra Indien.
- Phylloscopus fuligiventer tibetanus – häckar från sydöstra Tibet till sydvästra Xinjiang i södra Kina. Den övervintrar så långt söderut som till nordöstra Indien.

Den är även påträffad tillfälligt i Bangladesh.
Arten är nära släkt med brunsångaren (P. fuscatus) och har tidigare behandlats som underart till denna. Alternativt har underarterna weigoldi och tibetanus placerats hos brunsångaren, men studier visar att de står nära nominatformen fuligiventer.

### Familjetillhörighet
Lövsångarna behandlades tidigare som en del av den stora familjen sångare (Sylviidae). Genetiska studier har dock visat att sångarna inte är varandras närmaste släktingar. Istället är de en del av en klad som även omfattar timalior, lärkor, bulbyler, stjärtmesar och svalor. Idag delas därför Sylviidae upp i ett antal familjer, däribland Phylloscopidae. Lövsångarnas närmaste släktingar är familjerna cettior (Cettiidae), stjärtmesar (Aegithalidae) samt den nyligen urskilda afrikanska familjen hylior (Hyliidae).

## Levnadssätt
Sotsångaren häckar i höglänta buskområden på mellan 3900 och 5000 meters höjd. Vintertid rör den sig till lägre områden och ses då i tät undervegetation nära vatten. Den ses ofta ensamma eller i par, födosökande lågt i vegetationen på eller nära marken på jakt efter små insekter och deras larver. Häckningsbiologin är dåligt känd, men flygga ungar har påträffats i Nepal i augusti.

## Status och hot
Arten har ett stort utbredningsområde och en stor population med stabil utveckling och tros inte vara utsatt för något substantiellt hot. Utifrån dessa kriterier kategoriserar internationella naturvårdsunionen IUCN arten som livskraftig (LC). Världspopulationen har inte uppskattats men den beskrivs som lokalt fåtalig, mer i detalj lokalt vanlig i Bhutan, fåtalig i Kina, ovanlig eller lokalt vanlig i Nepal och ovanlig i norra Indien.

## Namn
Arten har tidigare kallats sotbrunsångare eller sotbrun sångare på svenska, men har tilldelats ett nytt namn för att undvika förväxling med brunsångaren.